# Янкелевич Янкл
Янкл Янкеле́вич  (їд. יאַנקל יאַנקעלעוויטש & lrm;; 1905, Хинчешти, Кишинівський повіт, Бессарабська губернія — 1938, Тирасполь, Молдавська АРСР) — єврейський радянський поет. Писав на їдиші.

## Біографія
Янкл Янкелевич народився в бессарабському містечку Хинчешти (згодом містечко Котовськ, нині райцентр Хинчештського району Молдови), розташованому в 30 верстах від м.Кишинів на річці Когильник. Ріс в Дубоссарах, де закінчив хедер і народну школу. Після смерті батька в 1917 році залишився єдиним годувальником у родині і змушений був кинути школу. У 1925-1932 роках жив у Одесі, навчався на єврейському відділенні Одеського  інституту соціального виховання , після закінчення якого в 1932 році був розподілений в Тирасполь, де працював учителем єврейської мови і літератури до кінця життя. Вів передачі на місцевому єврейському радіо.
Дебютував в 1925 році в газеті «Одесер арбетер» (Одеський робочий), після чого публікував вірші, розповіді, дитячі історії, статті та переклади в газетах і журналах «Юнгвалд» (Поросль), «Дер піонер»,«Дер емес»(Правда) в Москві; «Юнгер бой-Кланг» (Будівельний гул молодих), «Юнге гвардія» (Молода гвардія), «Ройте Велта" (Червоний світ) і «Пролив» в м. Харків; «Штерн» (Зірка), «Зай грейт» (Будь готовий), «Пролетаріше фон» (Пролетарський прапор), «Советіш літератур» (Радянська література) і «Вос гевен ун вос геворн» (Що було і що стало, антологія) в м. Київ; «Октябер» в м. Мінськ та в інших.
Перший віршований збірник «Зафтн» (Соки) випустив у 1931 році у Харкові, за яким пішли 3 інших поетичні збірки в 1934, 1937 і 1938 роках. 
Поезія Я. Янкелевича відрізнялася своєю ліричністю та схильністю до фольклорізаціі. Як поет він уникав злободенності, більше цікавлячись молдавськими пейзажами, ніж оточуючим його будівництвом передового соціалістичного суспільства. Це йому і ставилося все більше і більше в провину протягом 1930-х років, наприклад, з боку відомого критика Г. Ременіка, який дорікав Я. Янкелевичу у відсутності інтересу до оспівування соціалістичного будівництва.
Його вірші увійшли до антології «Шлахтн: фуфцн йор октябер ін дер кінстлерішер літератур» (Битви: п'ятнадцятиріччя Жовтня в художній літературі, Москва, 1932).
Виступав проти закриття єврейських шкіл. 31 березня 1938 року був заарештований у Тирасполі і засуджений на «десять років без права листування», і незабаром розстріляний. Реабілітований у 1956 році у «за відсутністю складу злочину».

### Книги
- זאַפֿטן (зафтн  — соки, вірші 1926-1930 років). Харків, 1931. — 107 с.
- לאַגערן (табірного  — табори). Харків-Київ: Мелухе-фарлаг фар ді націонале міндерhайтн (Державне видавництво для національних меншин), 1934. — 74 с.
- חבֿרים: דערציילונגען פֿאַר קינדער (хавейрім: дерцейлунген фар кіндер  — друзі: розповіді для дітей). Київ, 1937. — 48 с.
- פֿרייַנט (фрайнт  — рідня, вірші і молдавські балади). Київ: Мелухе-фарлаг фар ді націонале міндерhайтн (Державне видавництво для національних меншин), 1938. — 89 с.